# Hyphovatus dismorphus
Hyphovatus dismorphus är en skalbaggsart som först beskrevs av Olof Biström 1984.  Hyphovatus dismorphus ingår i släktet Hyphovatus och familjen dykare. Inga underarter finns listade i Catalogue of Life.